# Štadión Antona Malatinského
Štadión Antona Malatinského – stadion piłkarski w Trnawie, stanowiący własność miasta, którego operatorem jest spółka City-Arena a.s. Otwarty w 1921 r., od 1923 r. domowy obiekt Spartaka Trnawa. Okazjonalnie mecze rozgrywa na nim reprezentacja Słowacji oraz słowackie kluby grające w europejskich pucharach.
Po ostatniej rozbudowie, przeprowadzonej w latach 2013–2015, pojemność jego trybun wynosi 19 200 miejsc, co czyni go drugim pod tym względem stadionem na Słowacji (po Národným futbalovým štadiónie w Bratysławie).
14 stycznia 1998 nazwany na cześć Antona Malatinskiego – piłkarza, a następnie legendarnego trenera Spartaka Trnawa.